# Wycombe Wanderers Football Club
El Wycombe Wanderers Football Club es un club miembro de la Asociación Inglesa de Fútbol con sede en la ciudad de High Wycombe en Buckinghamshire, Inglaterra. El equipo compite en la Football League One, la tercera división del sistema de ligas de fútbol de Inglaterra. Juegan sus partidos como local en el estadio de Adams Park, ubicado en el oeste de la ciudad a las afueras de High Wycombe, tras haberse mudado después de 95 años de Loakes Park en 1990. El club juega tradicionalmente con una camiseta de cuartos en azul marino (azul Oxford) y azul pálido o celeste (azul Cambridge). Los apodos del club son «The Chairboys» y «The Blues».

## Historia
Fundado en 1887, ingresaron en la Liga del Sur en 1896. Se pasaron a la Great Western Suburban League en 1908 y luego a la Spartan League en 1919, antes de unirse a la Isthmian League después de ganar la Spartan League en 1919-20 y 1920-21. Pasaron 64 años en la Isthmian League, ganando ocho títulos de liga y un título de la FA Amateur Cup. Habiendo rechazado numerosas invitaciones para unirse a la Alliance Premier (Gola) League, ahora Liga Nacional. Finalmente aceptaron una oferta en 1985, y finalmente encontraron el éxito en la quinta división del fútbol inglés bajo la dirección de Martin O'Neill, ganando el ascenso a la Football League como campeones de la GM Vauxhall Conference en 1992-1993. También levantaron el Trofeo FA en 1991 y 1993, y ganaron la Copa de la Liga de la Conferencia, el Escudo de la Conferencia (tres veces) y el Escudo de la Caridad de la Conferencia.
Wycombe tuvo un impacto inmediato en la Football League, ganando el ascenso de la cuarta a la tercera división a través de los play-offs en 1994. Pasaron una década en la tercera división y llegaron a las semifinales de la Copa FA en 2001, aunque descendieron tres años después. También llegaron a las semifinales de la Copa de la Liga en 2007 y luego obtuvieron el ascenso de la League Two en 2008-09. Esta fue la primera de cuatro temporadas sucesivas de ascensos y descensos entre la League Two y la League One, a la que siguió un declive que hizo que el club solo evitara quedar fuera de la liga por diferencia de goles, en 2014. El club consiguió el ascenso a la League Two en 2017-18, bajo la dirección de Gareth Ainsworth, quien luego llevó al club al Championship por primera vez en la historia del club, con la victoria en la final de play-off de la League One 2020. El club sólo pudo permanecer una temporada en esta liga, finalizando en el lugar 22 (43 puntos) y siendo uno de los tres equipos (junto con Rotherham United Football Club y Sheffield Wednesday Football Club) en perder la categoría para la temporada 2021-22; por lo cual volverá a jugar en la League One.
En la temporada 2021/22 quedaron 6°, por lo cual disputaron los play-offs de ascenso. En la semifinal lograron vencer a Milton Keynes por un global de 2-1. Pero perdieron en la final 2-0 contra Sunderland.

## Entrenadores
Tabla incompleta (1951-presente)
| Bandera de Inglaterra        | James McCormick  | 1951–1952     |
| Bandera de Inglaterra        | Sid Cann         | 1952–1961     |
| Bandera de Inglaterra        | Colin McDonald   | 1961          |
| Bandera de Inglaterra        | Graham Adams     | 1961–1962     |
| Bandera de Inglaterra        | Don Welsh        | 1962–1964     |
| Bandera de Inglaterra        | Barry Darvill    | 1964–1968     |
| Bandera de Inglaterra        | Brian Lee        | 1968–1976     |
| Bandera de Inglaterra        | Ted Powell       | 1976–1977     |
| Bandera de Inglaterra        | John Reardon     | 1977–1978     |
| Bandera de Inglaterra        | Andy Williams    | 1978–1980     |
| Bandera de Inglaterra        | Mike Keen        | 1980–1984     |
| Bandera de Inglaterra        | Paul Bence       | 1984–1986     |
| Bandera de Inglaterra        | Alan Gane        | 1986–1987     |
| Bandera de Inglaterra        | Peter Suddaby    | 1987–1988     |
| Bandera de Inglaterra        | Jim Kelman       | 1988–1990     |
| Bandera de Irlanda del Norte | Martin O'Neill   | 1990–1995     |
| Bandera de Inglaterra        | Alan Smith       | 1995–1996     |
| Bandera de Inglaterra        | John Gregory     | 1996–1998     |
| Bandera de Inglaterra        | Neil Smillie     | 1998–1999     |
| Bandera de Irlanda del Norte | Lawrie Sánchez   | 1999–2003     |
| Bandera de Inglaterra        | Tony Adams       | 2003–2004     |
| Bandera de Escocia           | John Gorman      | 2004–2006     |
| Bandera de Escocia           | Paul Lambert     | 2006–2008     |
| Bandera de Inglaterra        | Peter Taylor     | 2008–2009     |
| Bandera de Irlanda           | Gary Waddock     | 2009–2012     |
| Bandera de Inglaterra        | Gareth Ainsworth | 2012–2023     |
| Bandera de Inglaterra        | Matt Bloomfield  | 2023–presente |

## Símbolos
| High Wycombe Escudo | Buckinghamshire Bandera | Buckinghamshire Escudo |
| ------------------- | ----------------------- | ---------------------- |
|                     |                         |                        |

El escudo del Wycombe Wanderers tiene referencia al escudo de la ciudad.

## Uniforme
La camiseta titular del Wycombe Wanderers es tradicionalmente a cuadros, con los dos colores institucionales, el navy y el pale blue.
La camiseta suplente del Wycombe Wanderers ha tenido variedad de diseños y de colores en sus camisetas visitantes.

### Local
| 2016-18 | 2018-20 |

### Suplente
| 2016-17 | 2017-19 | 2019-20 |

## Palmarés
- Football League One: 0
  - Ascensos: 1

2019-20
- Football League Two: 0
  - Ascensos: 3

2008–09, 2010–11, 2017-18
- - Play-Off Semi-finalistas: 2

2005–06, 2007–08
- Football League Three: 0
  - Play-Off Ascensos: 1

1993–94
- Football Conference: 1

1992–93
- - Subcampeón: 1

1991–92
- Isthmian League: 8

1955–56, 1956–57, 1970–71, 1971–72, 1973–74, 1974–75, 1982–83, 1986–87
- Spartan League: 2

1919–20, 1920–21
- London Fives: 2

1994, 1995
- FA Cup: 0
  - Semi-finalistas: 1

2000–01
- - FA Cup Giant Killers Award: 1

2000–01
- Football League Cup: 0
  - Semi-finalistas: 1

2006–07
- Football League Trophy: 0
  - Finalistas del Área del Sur: 1

1993–94
- FA Trophy: 2

1991, 1993
- Football Conference Shield 3

1991–92, 1992–93, 1993–94
- Football Conference Charity Shield 1

1987–1988
- FA Amateur Cup: 1

1930–31
- - Finalista: 1

1956–57
- Berks & Bucks Senior Cup: 28

1901–02, 1908–09, 1909–10, 1912–13, 1920–21, 1922–23, 1924–25, 1932–33, 1934–35, 1939–40, 1946–47, 1948–49, 1949–50, 1953–54, 1957–58, 1959–60, 1963–64, 1967–68, 1972–73, 1973–74, 1977–78, 1978–79, 1986–87, 1989–90, 2004–05, 2005–06, 2010–11, 2011–12
- Bob Lord Trophy: 1

1991–92
- Dylan Charity Shield: 3

1981–82, 1983–84, 1985–86
- Hitachi Cup: 1

1984–85
- Anglo-Italian Cup: 1

1975–76
- Youth Alliance Cup: 1

2010–11